# André Fébus de Navarre
Pour les articles homonymes, voir André.
 (octobre 2022).
Si vous disposez d'ouvrages ou d'articles de référence ou si vous connaissez des sites web de qualité traitant du thème abordé ici, merci de compléter l'article en donnant les références utiles à sa vérifiabilité et en les liant à la section « Notes et références ».
André Fébus de Navarre ou André Phébus d'Albret / de Viane, né le 14 octobre 1501 à Pampelune (Navarre) et mort le 17 avril 1503 à Sangüesa (Navarre), est un prince de Viane, titre porté par le prince héritier du roi de Navarre pour désigner l'héritier présomptif de la couronne.

## Biographie
Après la naissance de plusieurs filles, et celle de trois fils morts prématurés, André Fébus est le premier fils sain de la reine Catherine de Navarre et de son époux Jean III de Navarre. Il est ainsi l'héritier de la couronne de Navarre de sa naissance à sa mort prématurée, à l'âge de 18 mois. Il reçoit le titre de « prince de Viane » qui correspond à son rang.
Son nom « Fébus » fait référence à feu son oncle le roi de Navarre François Fébus et au fondateur de la puissance de la maison de Foix, le comte Gaston Fébus.
Sa sœur aînée Anne de Navarre était jusqu'alors, depuis 1492, l'héritière du royaume, et l'objet de nombreuses négociations matrimoniales, en particulier de la part de Ferdinand II d'Aragon et d'Isabelle Ire de Castille.
L'avenir de la dynastie navarraise semble donc assuré avec cette naissance compte tenu qu'elle survient aussi peu après le décès de Jean de Foix, oncle de Catherine, qui prétendait au trône de Navarre, et dont les deux jeunes enfants, Gaston et Germaine sont alors sous l'autorité de leur oncle maternel Louis XII de France.
Entre février et décembre 1502, ses parents s'étant tous deux absentés de Navarre pour le Béarn, André Fébus reçoit la charge de lieutenant-général du royaume de Navarre, les documents officiels étant signés en son nom par le Conseil royal de Navarre.

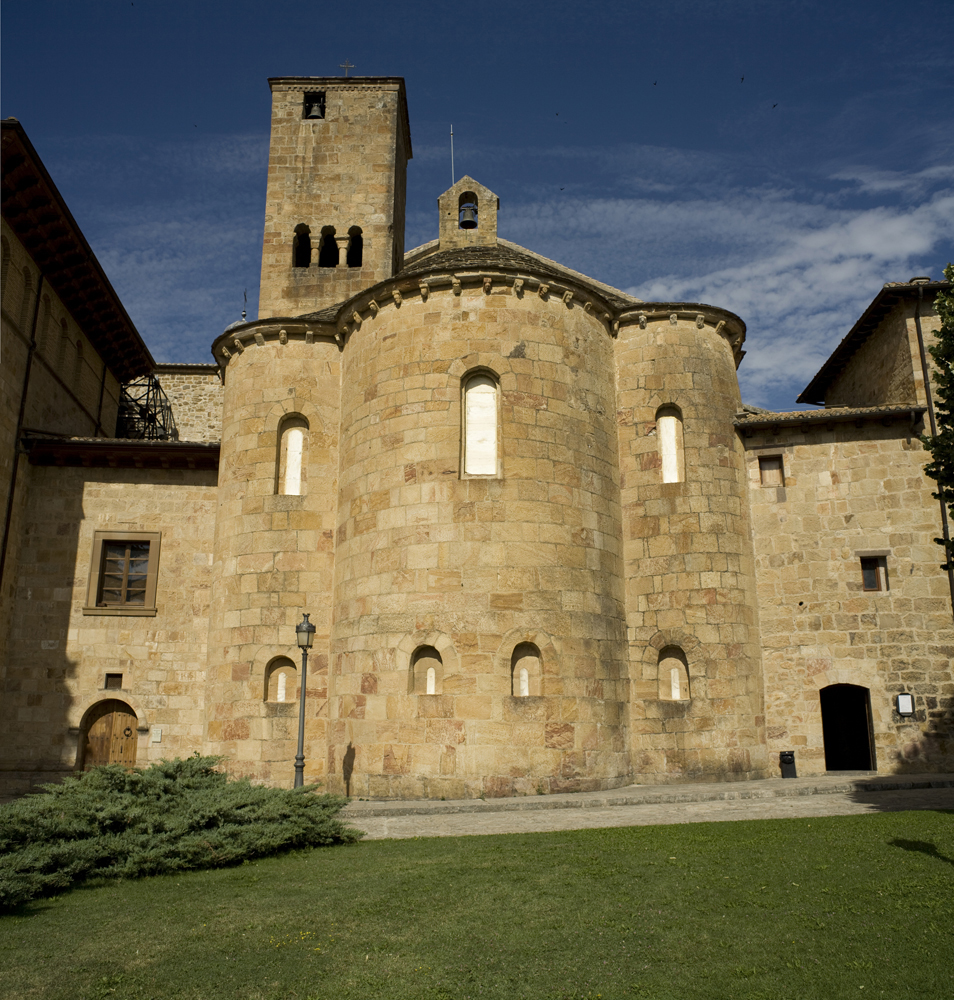
Abbaye de Leyre, lieu de sépulture d'André Fébus de Navarre.

Au printemps 1503, alors que la famille royale réside à Sangüesa, le prince André Fébus meurt subitement le 17 avril. Sa mère, alors en fin de grossesse, donne toutefois naissance le 21 avril à un autre enfant mâle, le futur roi Henri II de Navarre. Le prince André Fébus est lui inhumé dans le panthéon royal de l'abbaye San Salvador de Leyre.